# Victor Foucher
Pour les articles homonymes, voir Foucher.
 (novembre 2022).
Victor-Adrien Foucher est un juriste né le 1er juin 1806 à Paris et mort le 2 février 1866 dans la même ville. Il est le frère ainé d'Adèle Foucher, femme de Victor Hugo, ce qui fait de lui le beau frère de Victor Hugo. Il fait carrière dans la magistrature et accède au poste de conseiller à la Cour de cassation le 20 juillet 1850. Il est également à l'origine de nombreuses publications comprenant plusieurs traductions de codes et de juristes étrangers. Partisan de l'école historique allemande qu'il souhaite voir se développer en France, il entretient des correspondances avec Mittermaier et Warnkönig et publie dans la revue bretonne de droit et de jurisprudence de Firmin Laferrière et dans la revue de Jean-Jacques Gaspard Foelix.

## Biographie
Victor Foucher devient avocat le 30 août 1822 ; le 5 novembre 1823, il est nommé substitut du procureur du roi à Alençon. Il devient, le 19 décembre 1827, Procureur à Argentan, puis avocat général à Rennes le 10 juin 1829. Après la Révolution de Juillet, il accède au poste de premier avocat général à la Cour de Rennes en 1842 ; il est nommé, en 1845, maître des requêtes extraordinaire au Conseil d'État et directeur général des affaires civiles en Algérie. Le 11 septembre 1847, il devient conseiller à la Cour de Paris. Président de la Commission des transportés après les journées de juin 1848, il s'attache au parti du prince-président, qui le nomme procureur de la République près le tribunal de la Seine le 21 janvier 1849, puis conseiller à la Cour de cassation, le 20 juillet 1850. 
Membre de la chambre des mises en accusation de la Haute cour de justice, puis du Comité pour les affaires contentieuses de la maison de l'Empereur, il est appelé au Conseil de l'ordre de la Légion d'honneur, au Comité consultatif de l'Algérie et au Conseil de Paris. Il meurt à Paris le 2 février 1866, pendant une audience de la Cour de cassation.
Pendant son séjour à Rennes, il travaille activement à la revue bretonne de droit et de jurisprudence, publie de nombreux articles avec Firmin Laferrière et aux côtés d'autres juristes rennais (Lepoitvin, Huë, Gougeon, etc.). Après avoir longuement travaillé avec Foelix, les deux juristes se disputent à cause de la rédaction par ce dernier d'un compte rendu des Assises du royaume de Jérusalem et du Code civil de l'Empire Russe que Foucher trouve injurieux.
Foucher entretenait une correspondance avec plusieurs juristes allemands notamment Mittermaier qui lui proposa un projet de collaboration. Mittermaier étant proche de Foelix, la rupture entre ce dernier et Foucher fit tomber à l'eau ce projet et mit fin à leur correspondance.
Sa maitrise de l'allemand l'amena à entreprendre de nombreuses traductions de codes et d'articles juridiques, qu'il fit parvenir aux juristes de l'école historique allemande. Il fut avec Anathase Jourdan, Henri Klimrath et Édouard Lefebvre de Laboulaye une des figures de l'école historique française ; ils essayèrent d'introduire en France, tout au long du XIXe siècle, les enseignements de Savigny, alors que la science juridique française était consacrée dans toutes les facultés à l'étude exégétique du Code Civil de Napoléon.  

## Publications
- De l'administration de la justice militaire en France et en Angleterre, Paris, Anselin et Pochard, 1825, XII-100 p. [lire en ligne]
- De l'Industrie immobilière considérée comme la principale source de la fortune publique et privée, et spécialement de son état actuel dans la ville d'Orléans. Suivi de quelques réflexions sur la législation des travaux publics et sur les administrations municipales, Paris, impr. de Didot frères, 1830, 74 p. [lire en ligne]
- De la Législation en matière d'interprétation des lois en France, Paris, impr. de P. Dupont et G. Laguionie, 1834, 27 p.
- De la législation en matière d'interprétation des lois en France (2e édition), Rennes, Duchesne, 1835, 53 p. [lire en ligne]
- Commentaire des lois de compétence, Paris, Delamotte, 1839.
- Commentaire des lois des 25 mai et 11 avril 1838 relatives aux justices de paix et aux tribunaux de première instance, Paris, Delamotte, 1839, 1 vol. (VIII-659 p.). [lire en ligne]
- Visites d'un magistrat au pénitencier des jeunes détenus de Paris, Paris, Joubert, 1840, 31 p.
- Assises du royaume de Jérusalem, Rennes, Blin, Paris, Joubert, Leipzig, Brockhaus et Avenarius, 1839-1841, 2 vol [lire en ligne]
- Mademoiselle de Chevreuse, histoire épisodique du temps de la Fronde, Rennes, Impr. de A. Marteville et Lefas, 1842, 124 p.
- Procès-verbal de l'installation de M. Plougoulm, procureur général, Rennes, impr. de A. Jausions, 1843, 20 p.
- Le suffrage universel et la loi du 31 mai 1850, Paris, Impr. de H. Vrayet de Surcy, 20 octobre 1851, 14 p.
- Souvenir d'une excursion à Boulogne-sur-Mer : 10 et 11 juin 1855, Paris, 1855, 7 p. [lire en ligne]
- Les Bureaux arabes en Algérie, Paris, librairie internationale de l'agriculture et de la colonisation, 1858, 51 p. [lire en ligne]
- Le Congrès de la propriété littéraire et artistique, tenu à Bruxelles en 1858, Paris, Michel Lévy frères, 1858, 132 p.
- Rapport sur l'établissement d'une bibliothèque spéciale pour le Conseil municipal de Paris et sur la Bibliothèque de la Ville, Paris, 1859.
- Un Mouvement des études historiques et philologiques en province, Paris, P. Dupont, 1863, 56 p.

### Poésie
- Épître à M. Mérault, supérieur du séminaire d'Orléans, auteur des « Apologistes involontaires de la religion », Paris, impr. de Moreau, 1824, 4 p. [lire en ligne]

### Traductions
- Code pénal général de l'empire d'Autriche : avec des appendices contenant les règlements généraux les plus récents, Paris, 1833, 1 vol. (XVI-392 p.). [lire en ligne]
- Code criminel de l'empire du Brésil, adopté par les chambres législatives dans la session de 1830, Paris, 1834, 1 vol. (XL-137 p.). [lire en ligne]
- Lois de la procédure criminelle et lois pénales du royaume des Deux-Siciles, Rennes, Blin, Paris, Joubert, 1836, 1 vol. (XL-476 p.). [lire en ligne]
- Du Système pénitencier américain en 1836 (1837) de Nicolaus Heinrich Julius, Rennes, 1837.
- Code de commerce et loi de procédure sur les affaires et causes de commerce du royaume d'Espagne, Rennes, Blin, Paris, Joubert, 1838, 1 vol. (XXVII-580 p.). [lire en ligne]
- Code civil de l'empire de Russie : traduit d'après les éditions officielles par un jurisconsulte russe, et précédé d'un Aperçu historique sur la législation de la Russie et l'organisation judiciaire de cet empire, Rennes, Blin, Joubert, Paris, 1841, CVII-564 p. [lire en ligne]
- Paris au treizième siècle par A. Springer, Paris, A. Aubry, 1860,  1 vol. (XX-175 p.). [lire en ligne]
- Code de commerce allemand et règlement général sur le contrat de change avec les lois spéciales rendues dans chaque Etat pour leur mise à exécution, Paris, 1864. [lire en ligne]